# Васил Върбанов
 Тази статия е за радиоводещия.  За генерала вижте Васил Върбанов (офицер).  
Васил Върбанов е български журналист и радиоводещ, известен с редица авторски радио и телевизионни предавания за рок и метъл музика, сред които „Зона 967“, „Кречетало“ и „Лакриц“.

## Биография
Роден е на 30 декември 1969 година в София. Завършва Френската гимназия в София, а по-късно записва френска филология в Софийския университет.
В миналото е основна движеща сила на ефирното рок радио „Тангра“, основано през 1992 година, но закупено и превърнато в спортно радио „Гонг“ през 2003 година. Три години по-късно, през 2006 година, Върбанов създава Тангра Мега Рок, което е първото българско интернет радио. Той е негов програмен директор, както и водещ на предаванията „MALL Върбанов“, „Тангра Метъл Шок“ и „Джитбол“ (заедно с Коко Стойнов и Камен Алипиев).
Сред любимите му групи са Моторхед, Експлойтед и Слейър.
Още като дете Върбанов започва да играе ръгби в отбори като „БГА“, „Левски“ и „Левски-Анже“. През 2002 година основава международния ръгби отбор „Misfits“ заедно с новозеландеца Мъри Джеймс Те Хуки. През 2009 г. е поканен от Eurosport да коментира мачовете от френската висша ръгби лига.
Той е гласът на шоуто „Денис и приятели“, което се излъчва от 18 април 2011 година по БНТ 1, всеки делник от 23:00.
От началото на 2020 година е водещ на предаването „Моят плейлист“ по БНТ 1.

## Личен живот
Върбанов има двама синове – Александър и Филип.

## Филмография
- „Голата истина за група Жигули“ (2021) - радиоводещ